# Elecciones parlamentarias de Turkmenistán de 2021
Las elecciones parlamentarias en Turkmenistán fueron celebradas el 28 de marzo de 2021, para elegir a los 48 miembros del Consejo del Pueblo.

## Antecedentes
Turkmenistán generalmente no se considera una democracia y su situación es de facto un estado de partido único. Freedom House informó en 2017 que el Estado "continúa violando los derechos humanos básicos, encarcelando a activistas de la oposición y practicando una política de nepotismo"; la organización le otorga una puntuación de 6,96, en una escala de 1 (democracia) a 7 (dictadura). Freedom House lo clasifica en el sexto lugar entre los peores violadores de los derechos civiles y políticos (detrás de Siria, Eritrea, Corea del Norte, Uzbekistán y Sudán del Sur).
Reporteros Sin Fronteras le colocó en el puesto 178 de 180 en lo que respecta al respeto a la libertad de prensa en 2017, solo por delante de Eritrea y Corea del Norte. La organización señala que "todos los medios están controlados por el estado y los pocos usuarios de Internet solo tienen acceso a una versión muy censurada de la web. [...] no deja de aumentar la represión contra los últimos corresponsales de los medios de comunicación exiliados –que trabajan de forma clandestina–. En los últimos años algunos de ellos han sido detenidos, torturados, agredidos u obligados a dejar de ejercer su oficio. […] las autoridades emprenden a menudo su campaña de erradicación de antenas parabólicas, privando así a la población de una de las últimas posibilidades de tener acceso a una información no controlada".

## Candidatos
Fueron publicadas la mayoría de las reseñas biográficas de los candidatos en los periódicos Türkmenistan y Neytralny Turkmenistan desde el 1 hasta el 6 de marzo de 2021. No obstante, en el caso de la provincia de Ahal, faltaba la reseña biográfica del Presidente Gurbanguly Berdimuhamedow, que se postuló como candidato.

## Sistema electoral
Tras las reformas constitucionales aprobadas el año 2020, la asamblea unicameral fue reemplazada por el Consejo Nacional, un órgano bicameral. La Asamblea se convirtió en la cámara baja y el Consejo del Pueblo (Halk Maslahaty en turcomano) de 56 escaños en la cámara alta. El consejo tiene 48 miembros elegidos por los consejos regionales y ocho nombrados por el presidente.

## Resultados
Los medios de comunicación estatales informaron de que 231 electores habilitados para votar, procedían de los consejos regionales de las cinco provincias y de la ciudad de Asjabad, de los cuales participó el 98,7%. Ciento doce candidatos compitieron por los 48 escaños.
Entre los candidatos electos, se encuentra el actual Presidente Gurbanguly Berdimuhamedow, que participó como candidato en la provincia de Ahal. Según los informes, habría recibido el 100% de los votos. Aparte, el 27% de los candidatos electos son mujeres.